# نهر بلات الشمالي
نهر بلات الشمالي أو نهر نورث بلات (بالإنجليزية: North Platte River) هو رافد رئيسي لنهر بلات ويبلغ طوله حوالي 716 ميل (1,152 كـم)، مع احتساب منحنياتها العديدة. ويمتد على مسافة تقدر بـ 550 ميل (890 كـم) في خط مستقيم، على طول مساره عبر ولايات كولورادو ووايومنغ ونبراسكا الأمريكية.
يقع منبع النهر بشكل أساسي في مقاطعة جاكسون، التي حدودها هي التقسيم القاري في الغرب والجنوب وقمم الجبلية في الشرق - الحدود الشمالية هي حدود ولاية وايومنغ. تحتوي جبال روكي الوعرة المحيطة بمقاطعة جاكسون على اثنتي عشرة قمة على الأقل يزيد ارتفاعها عن 11,000 قدم (3,400 م). من مقاطعة جاكسون، يتدفق النهر شمالًا حوالي 200 ميل (320 كـم) من غابة روت الوطنية والمتنزه الشمالي بالقرب مما يُعرف الآن باسم مدينة والدن إلى كاسبر. بعد تجاوز قصير لمدينة كاسبر، يتحول النهر إلى الشرق والجنوب الشرقي ويتدفق حوالي 350 ميل (560 كـم) في إتجاه مدينة نورث بلات.
ينضم نهر بلات الشمالي والجنوبي لتشكيل نهر بلات في غرب نبراسكا بالقرب من مدينة نورث بلات. يصب نهر بلات في نهر ميسوري، الذي ينضم إلى نهر المسيسيبي ليتدفق إلى خليج المكسيك. يوفر النهر الطريق الرئيسي للصرف في شمال كولورادو وشرق وايومنغ وغرب نبراسكا. وهو صالح للملاحة عند ارتفاع المياه في معظم النهر من خلال الزوارق، قوارب الكاياك والطوافات.

## تاريخ

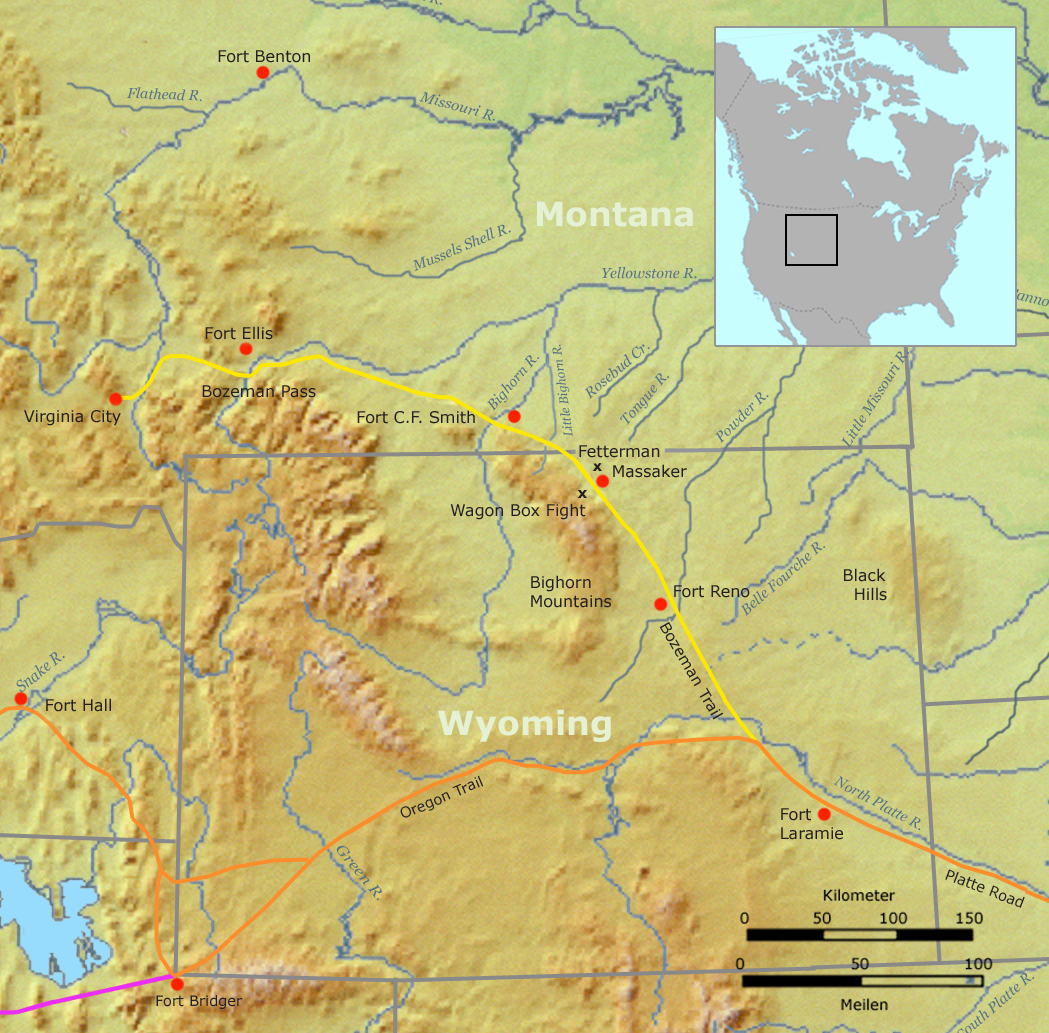
مسارات كاليفورنيا ومورمون وأوريجون وبوزمان على طول نهر بلات الشمالي

كان نهر بلات الشمالي طريقا مهما في إتجاه الغربب وساهم في التوسع الغربي للولايات المتحدة. للحصول على العنصرين الأساسيين، الماء والعشب للمهاجرين، كانت مسارات الهجرة تتبع دائما وديان الأنهار عبر قارة أمريكا الشمالية. تمتد هذه المسارات من نهر ميسوري، ونهر بلات ونهر بلات الشمالي عبر نبراسكا وأجزاء من وايومنغ وإلى التقاءه مع نهر سويتواتر. حول 50 ميل (80 كـم) مما يعرف الآن بكاسبر غادرت مسارات الهجرة الرئيسية وادي بلات الشمالي وتبعت وادي نهر سويتواتر ووديان الأنهار الأخرى التي تتجه غربا.
تم تخطيط مسار الممر على طول نهر بلات الشمالي لأول مرة بواسطة دبليو. برايس هنت في رحلة أستور، الذي سافر إلى نهر ميسوري من حصن أستوريا الذي تم إنشاؤه على نهر كولومبيا في عام 1811. أدى عدم وجود الصيادين والمستوطنين الأمريكيين في إقليم أوريغون المتنازع عليه إلى عدم إعطاء تخطيط برايس أهمية ولم يتم استخدامه. أعاد جيدديا سميث والعديد من الصيادين في عام 1823 اكتشاف الطريق وأصبح الممر على طول نهر بلات ونهر بلات الشمالي ومنطقة سويتواتر مسارًا رئيسيًا لتجار الفراء والحاجيات الرئيسة في منطقة جبال روكي. كانت قطارات البغال التي تحمل الإمدادات التجارية لرجال الجبال وصيادي الفراء من أوائل من استخدموا المسار في عام 1824. حمل تجار الفراء في رحلة عودتهم الفراء المتداول إلى الشرق في نهاية موسم التداول الصيفي. استمر استخدام طريق تجارة الفراء هذا حتى عام 1840. بحلول عام 1832 تقريبًا ، تم تحسين المسار على طول نهر بلات وبلات الشمالي وسويتواتر من قبل تجار الفراء إلى مسار عربات خشن من نهر ميسوري إلى النهر الأخضر في وايومنغ حيث تم تحديث معظم ملتقى جبال روكي. بعد تجارة الفراء، كانت مسارات الهجرة الرئيسية التي أقيمت على طول الضفتين الشمالية والجنوبية لنهر بلات الشمالي هي ممرات أوريغون (1843-1869)، كاليفورنيا (1843-1869)، مورمون (1847-1869)، وبوزمان (1863-1868). عبرت الممرات نهر بلات الشمالي في الأصل منطقة بلات الشمالية بالقرب من فورت لارامي للانضمام إلى طريق أوريغون الأصلي وكاليفورنيا تريل على الجانب الجنوبي. في عام 1850 مدد طريق شايلد مسار الجانب الشمالي إلى ما يُعرف الآن باسم كاسبر. تعني المنطقة الوعرة من فورت لارامي إلى كاسبر أن المسارات غالبًا ما تنحرف عن النهر لإيجاد مسار أسهل وتعتمد على تيارات تصب في بلات الشمالي.

## المسار
يقع في أعلى وسط شمال كولورادو يقع نورث بارك، وهو واد تحيط به جبال كثيفة على مسافة 12,000 قدم (3,700 م). يقع منبع النهر بشكل أساسي في مقاطعة جاكسون، التي حدودها هي التقسيم القاري في الغرب والجنوب وقمم الجبلية في الشرق - الحدود الشمالية هي حدود ولاية وايومنغ. تحتوي جبال روكي الوعرة المحيطة بمقاطعة جاكسون على اثنتي عشرة قمة على الأقل يزيد ارتفاعها عن 11,000 قدم (3,400 م). وتشمل هذه القمم:
| من جهة الغرب                                                                                             | من جهة الجنوب                                                      | من جهة الشرق |
| --- | ------------------------------------------------------------------ | --- |
| - جبل زركيل 12,180 قدم (3,710 م)؛ - قمة لوست رينجر 11,932 قدم (3,637 م) - جبل إثيل 11,924 قدم (3,634 م). | - جبل شيب 11,819 قدم (3,602 م)؛ - جبل باركفيو 12,296 قدم (3,748 م) | - جبل نيمبوس 12,706 قدم (3,873 م)؛ - جبل كوميلوس 12,725 قدم (3,879 م)؛ - جبل هوارد 12,810 قدم (3,900 م)؛ - جبل سيروس 12,797 قدم (3,901 م)؛ - جبل ريتشثوفين 12,940 قدم (3,940 م)؛ - جبل ريد 12,537 قدم (3,821 م)؛ - قمة دياموند الشمالي 11,852 قدم (3,612 م)؛ - قمة كلارك 12,951 قدم (3,947 م) |

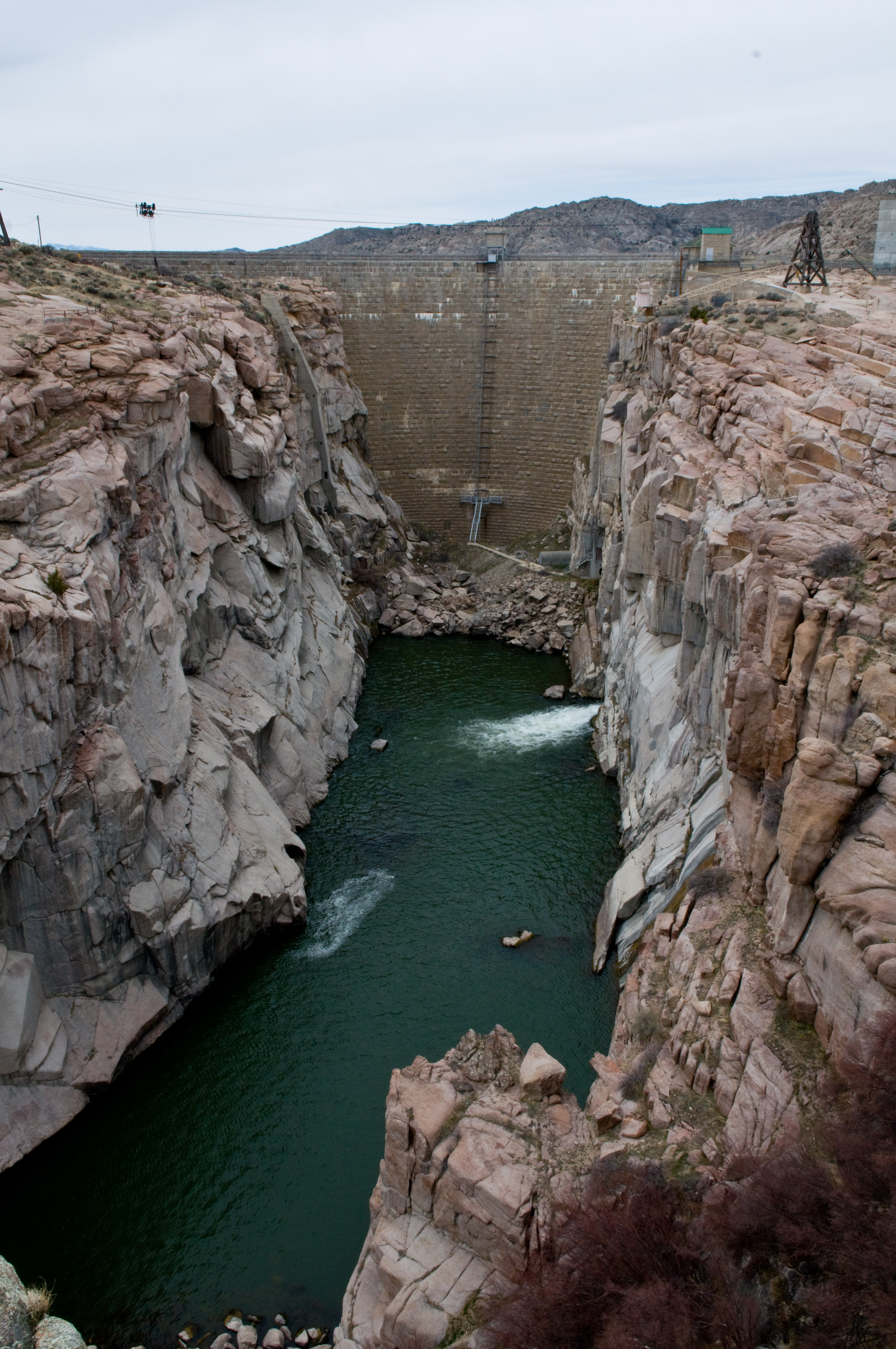
سد باثفايندر على نهر بلات الشمالي

حيث تصب هذه الجبال مياهها عبر جداول في نهر بلات الشمالي.

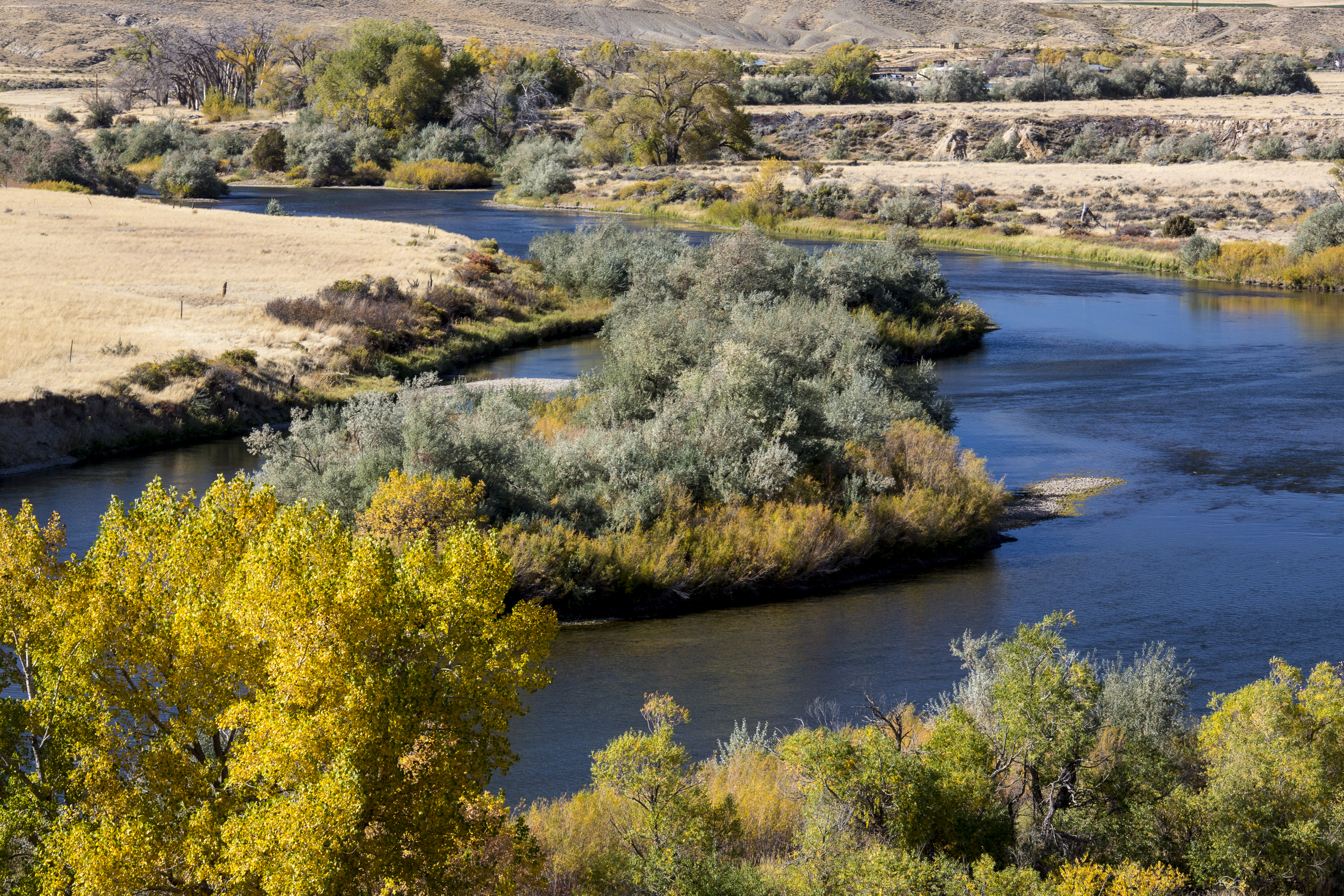
تقع منطقة إدارة الترفيه الخاصة بطريق الصيادون شمال كاسبر على طول نهر بلات الشمالي.

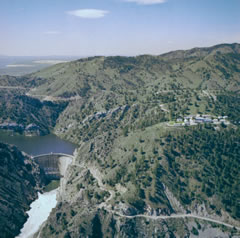
سد سيمينوي وخزانه من الجو

في مقاطعة جاكسون، ينضم إلى بلات الشمالي العديد من الجداول الصغيرة الأخرى التي تصرف مياه الجبال المتجمدة حول المقاطعة. بعض هذه الجداول هي:
- أراباهو كريك،
- كولورادو كريك،
- نهر إيست برانش إلينوي،
- جاك كريك،
- جيويل ليك تريب،
- جريزلي كريك،
- ليتل جريزلي كريك
- نوريس كريك،
- نهر فورك أوف بلات الشمالي،
- روك كريك (ليتل ويلو كريك)
- نهر ساوث فورك الكندي
- ونهر ساوث فورك ميشيغان
- وويلو كريك
- نهر إنكامبنت (في وايومنغ).[6]

كل هذه الجداول تستنزف ذوبان الجليد من الجبال المحيطة بمقاطعة جاكسون. يتدفق نهر بلات الشمالي باتجاه الشمال من كولورادو إلى وايومنغ عبر موقع التجديف الشهير - نورثجيت كانيون والذي يقع على طول الجانب الغربي من جبال ميديسن باو.
في كولورادو ووايومنغ، يكون النهر أضيق ويتدفق أسرع بكثير مما هو عليه في نبراسكا، حيث يصبح مجرى مضفرًا، ضحلًا وبطيئًا. تشتهر الروافد العليا للنهر في جبال روكي في كولورادو ووايومنغ بركوب التجديف الترفيهي وصيد الأسماك، حيث يحتوي النهر وروافده على العديد من الأنواع كسلمون قوس قزح والأسماك الأخرى. في غرب نبراسكا، توفر ضفاف ومجرى نهر بلات الشمالي واحة خضراء وسط منطقة شبه قاحلة في أمريكا الشمالية.

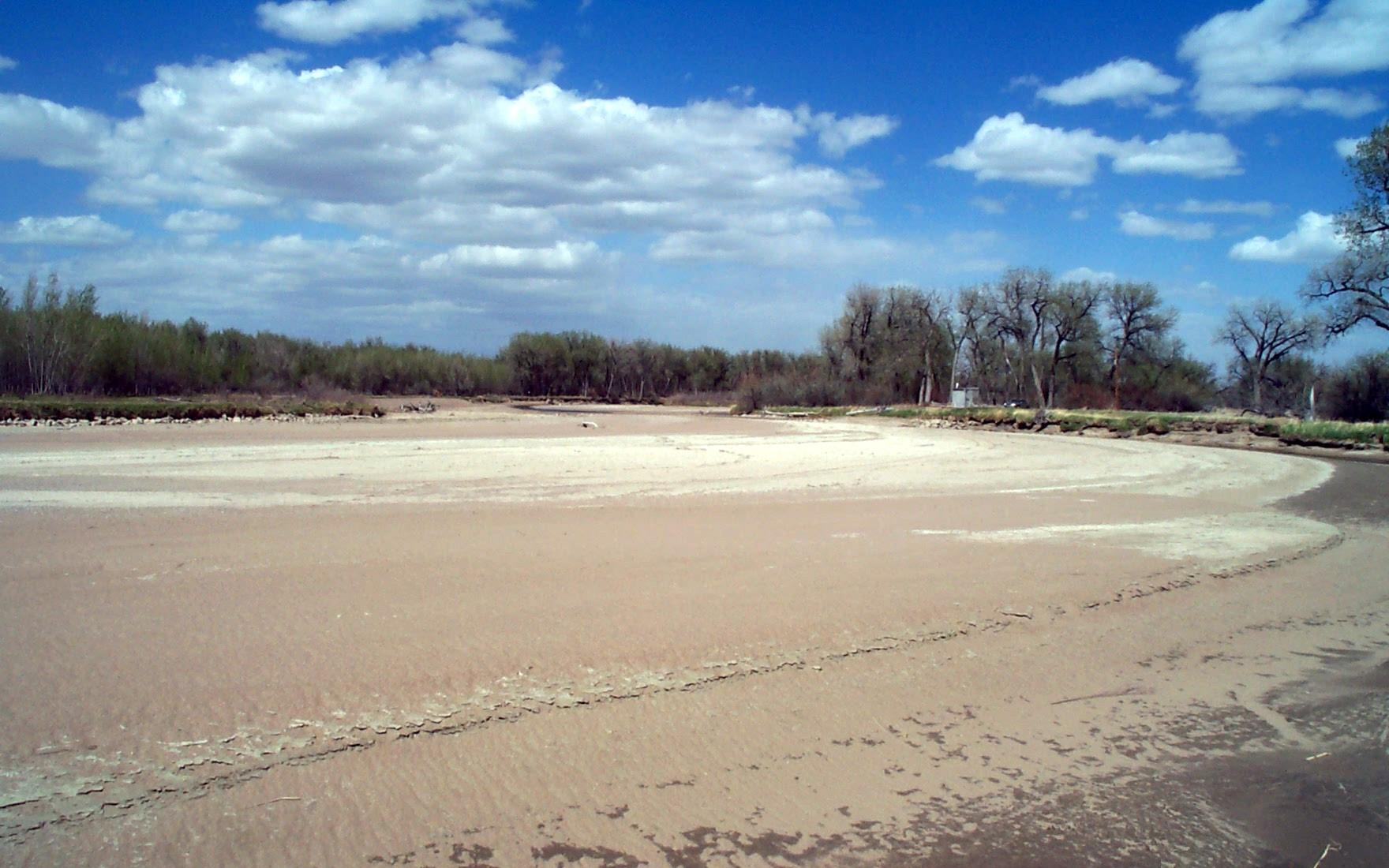
قناة مجرى جاف على نهر بلات الشمالي في مقاطعة جوشين خلال ظروف الجفاف في مايو 2002.

تم سد النهر عدة مرات لتشكيل عدة خزانات على طول مجراه. على الطرف الشمالي من سلسلة المتنزهات ، ينضم إليها نهر ميدسان بو في خزان سيمينوي الذي شكله سد سيمينوي، وفي اتجاه مجرى النهر يوجد خزان كورتيس. وعلى بعد نحو 50 ميل (80 كـم) شمال كاسبر، ينضم إلى نهر بلات الشمالي نهر سويتواتر لتشكيل خزان باثفايندر. وشمال شرق خزان باثفايندر يمر عبر خزانات ألكوفا،وغراي ريف قبل أن يشق طريقه نحو كاسبر. تم إنشاء كاسبر في حوالي عام 1860 شرق الموقع السابق لحصن كاسبار، والذي تم بناؤه حوالي عام 1859 أثناء الهجرة الجماعية على طول مسارات أوريغون وكاليفورنيا ومورمون وبوزمان.
بالقرب مما يُعرف الآن باسم كاسبر، كان هناك موقع يضم العديد من العبارات التي كانت توفر مرورًا عبر نهر بلات الشمالي خلال "موسم الطريق" الصيفي الذي بدأ حوالي عام 1847. في عام 1847، أثناء هجرة المورمون الأولى، قام بريغهام يونغ بقيادة المستوطنين المورمون إلى مدينة سولت ليك، بتأسيس عبارة بالقرب من كاسبر الحالية تُعرف باسم عبّارة مورمون. في العام التالي تم نقل العبارة على بعد أميال قليلة أسفل النهر. سرعان ما تم بناء العبارات المتنافسة. في عام 1859، بنى لويس جينارد جسرًا عبر بلات الشمالي ومركزًا تجاريًا بالقرب من مواقع العبّارة الأصلية. قبل الوصول إلى كاسبر، يتحول النهر ويتدفق إلى الشمال الشرقي بين جبال الجرانيت إلى الغرب وجبال لارامي إلى الشرق.
ينبثق نهر بلات الشمالي من الجبال بالقرب من كاسبر، حيث يتحول ويتدفق من الشرق إلى الجنوب الشرقي، على طول الحافة الشمالية لجبال لارامي إلى السهول الكبرى. يتدفق بلات الشمالي من الشرق إلى الجنوب الشرقي عبر سهول شرق وايومنغ، مروراً ببلدة دوغلاس وعبر خزانات غليندو وجيرنزي. ثم يتدفق عبر موقع حصن لارامي التاريخي الوطني (الموقع السابق لحصن لارامي)، حيث ينضم إليه نهر لارامي. كما ينضم إلى نهر بلات الشمالي هورس كريك الذي يتدفق من وايومنغ بالقرب من حدود وايومنغ-نبراسكا كآخر رافد مهم له. يعبر إلى غرب نبراسكا، ويتدفق من الشرق إلى الجنوب الشرقي بين مدن سكوتسبلوف وجرينج في نبراسكا. في مقاطعة كيث يشكل سد كينغسلي بحيرة سي دبليو ماكونوجي، أكبر خزان في ولاية نبراسكا ومرفق مهم للري والاستجمام في المنطقة. يقع سد كينغسلي، الذي تم تشييده في الفترة من 1935 إلى 1941، على الجانب الشرقي من بحيرة ماكونوجي في وسط مقاطعة كيث، وهو ثاني أكبر سد هيدروليكي مملوء في العالم. شرق سد كينغسلي، يتدفق نهر بلات الشمالي موازيًا لنهر بلات الجنوبي. في كثير من المواقع، يفصل بينهما حوالي 5 أميال (8 كم) فقط على امتداد حوالي 50 ميل (80 كم) قبل انضمامهم لتشكيل نهر بلات شرق مدينة نورث بلات.
كانت مسارات العربات التي تتبع الجانب الجنوبي من نهر بلات وبلات الشمالي تعبر أو تخوض خلال سنوات المياه المنخفضة عبر نهر بلات الجنوبي في عدة أماكن للبقاء على الجانب الجنوبي من نهر بلات الشمالي حيث توجد الممرات. أولئك الذين ذهبوا لاحقًا إلى دنفر اتبعوا مسار نهر بلات الجنوبي إلى كولورادو. تاريخيا، كان نهر بلات الشمالي يصل عرضه إلى ميل واحد (1.6 كم) في العديد من الأماكن كما يتضح من السجلات القديمة والمكتوبة. حاليا، وبحلول الوقت الذي يصل عرض بلات الشمالي في باكستون بعرض أصغر من ذلك بكثير بسبب المياه الهائلة المأخوذة منه للري.

## وصلات خارجية
- مكتب إدارة الأراضي: نهر بلات الشمالي
- الممر البري: معبر بلات الشمالي
- كنيسة يسوع المسيح لقديسي الأيام الأخيرة: نهر بلات الشمالي على طريق مورمون
- الصيد في نهر بلات الشمالي